# 穆瓦伊蒙
穆瓦伊蒙（法語：Moyemont，法語發音：[mwajmɔ̃] ⓘ）是法国大東部大區孚日省的一个市镇，属于埃皮纳勒区。

## 地理
穆瓦伊蒙（48°21'3"N, 6°32'20"E）面积12.3 平方千米，位于法国大東部大區孚日省，该省份为法国东北部内陆省份，北起默兹省和默尔特-摩泽尔省，西接上马恩省，南至上索恩省和贝尔福地区省，东临上莱茵省和下莱茵省。
与穆瓦伊蒙接壤的市镇（或旧市镇、城区）包括：巴德梅尼勒欧布瓦、福孔库尔、阿尔当库尔、帕杜、罗蒙、圣热内斯。
穆瓦伊蒙的时区为UTC+01:00、UTC+02:00（夏令时）。

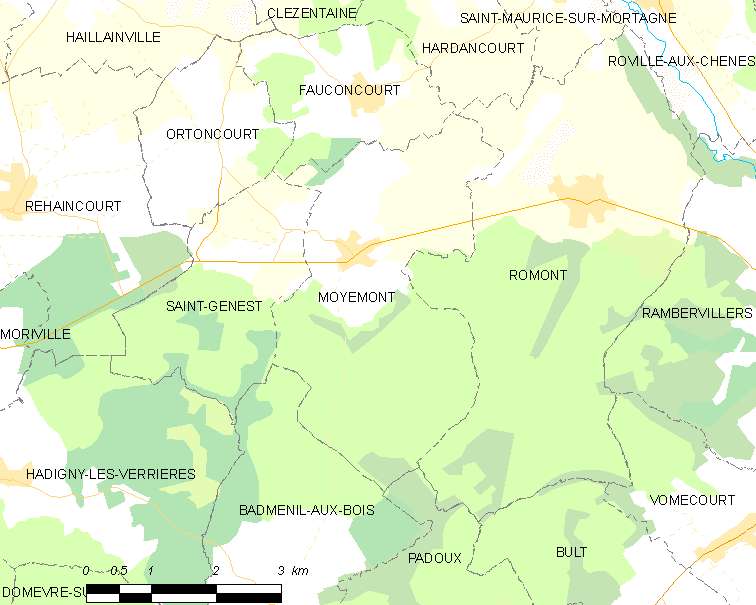
穆瓦伊蒙的OSM定位图

## 行政
穆瓦伊蒙的邮政编码为88700，INSEE市镇编码为88318。

## 政治
穆瓦伊蒙所属的省级选区为沙尔姆县。

## 人口

1962-2008年间穆瓦伊蒙人口变化图示

穆瓦伊蒙于2022年1月1日时的人口数量为221人。